# Moi-Urusta
Moi-Urusta (en rus: Мой-Уруста) és un poble (possiólok) de l'óblast de Magadan, a Rússia, que el 2015 no tenia cap habitant.